# Скопці

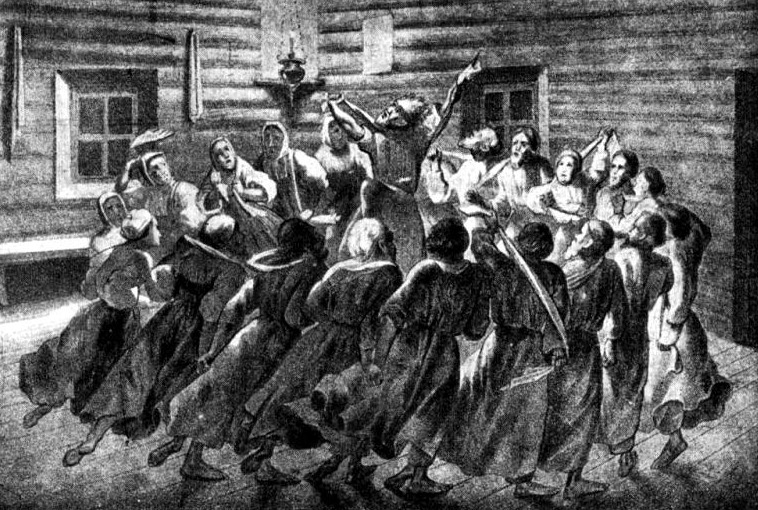
Радіння "корабля"

Скопці (самоназва "Білі голуби") — неохристиянська секта в Російській імперії, що зводить операцію оскоплення в ступінь богоугодної справи. 

## Етимологія
Оскоплення в буквальному сенсі означає кастрацію — видалення дітородних органів. Міністерством внутрішніх справ Російської імперії скопці класифікувались як послідовники містичної секти «духовних християн»

## Віровчення
За світоглядом скопці близькі до хлистів («Божих людей»), в частині обрядовості — до старообрядців. Головним проявом тілесного початку для послідовників секти стає секс. Звідси висновок: необхідно повністю звільнитися від впливу плоті, від первородного гріха, від дітородних органів. Згідно із вченням скопців перші люди були створені Богом безстатевими. Коли ж, по навіюванню Сатани, люди згрішили в своїй душі чуттєвими помислами, у них утворилися на тілі ці заборонені плоди, що спотворили людський образ. Саме тіло нинішніх людей, в уявленні скопців, потворне. Ця потворність виражається статевими ознаками, які необхідно відсікти.
Боротьба з плоттю є головною умовою порятунку душі. Громади скопців називалися "кораблями", молитовні збори — "радіннями". У другій половині ХІХ ст. скопців було близько 6 тис., насамперед в Тамбовській, Курській, Орловській губерніях, в Сибіру. У Російській імперії приналежність до секти скопців каралася засланням до Східного Сибіру.
Віровчення скопців тісно пов'язане з постаттю засновника секти — Кіндрата Селіванова. Його діяльність стає відомою з 1770-х, а завершується на початку 1830-х років. Скопці приписували йому чудесне походження, пов’язане з хлистовською «богородицею» Акулиною Іванівною, яку вони вважають справжньою матір'ю Селіванова і водночас Царицею Небесною. І сам Селіванов називав її: «Матушка моя, Цариця Небесна, Акулина Іванівна». 
За скопецькими переказами, під ім’ям Акулини Іванівни ховалася російська імператриця Єлизавета Петрівна. За твердженням скопців, вона царювала тільки два роки, а потім, як діва непорочна і благочестива, залишила престол, таємно передавши державне правління дуже схожій на неї фрейліні. Сама ж, переодягнувшись в жебрацьке плаття, пішла пішки до Києва на прощу, але по дорозі, в Орловській губернії зустріла Божих Людей (хлистів), прийняла їхню віру і залишилася жити з ними під ім’ям Акулини Іванівни. Ще в часи царювання, з натхнення Святого Духа, вона народила царственого сина, тобто Ісуса Христа, якого від усіх приховала. Пізніше він об’явився під ім’ям Кіндратія Селіванова і зустрівся зі своєю матір’ю в Орловській губернії, коли Акулина Іванівна була вже у великій хлистівській громаді.
Перебуваючи на засланні в Іркутську Селіванов видавав себе за царя Петра III, якого особливо шанували сектанти, яким в його коротке правління були зроблені послаблення. Серед хлистів побутувала легенда, що у Петра III втілився сам Христос, який зійшов на землю, щоб врятувати від переслідувань істинних християн. У повідомлення про його раптову кончину багато людей не хотіли вірити і з нетерпінням чекали, де і коли він знову з’явиться.

## Ритуали

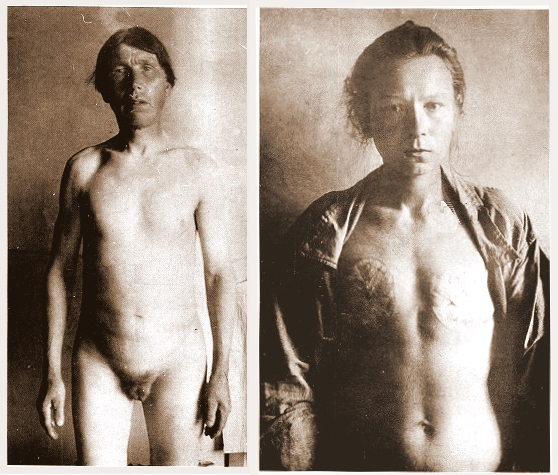
Чоловік після "накладення другої печаті". Та жінка з видаленими персами.

На відміну від старообрядців, скопці охоче відвідували православну церкву й навіть виявляли у питаннях релігійної обрядовості велику старанність. Вони відкрито глузували з православних обрядів і таїнств: храми називали «стайнею», священиків – «жеребцями», богослужіння – «іржанням жеребців», шлюб – «злучкою», одружених людей – «жеребцями» й «кобилами», дітей – «щенятами», а їхніх матерів – «сучками, від яких смердить, й в одному місці з ними сидіти не можна». Дітонародження вважали причиною зубожіння й розорення православних і взагалі російського народу.
Вогняне хрещення. У перші десятиліття існування секти (ще тільки на російських землях) оскоплення відбувалось шляхом видалення яєчок в чоловіків. Це відбувалось за допомогою розпеченого ножа, розігрітий метал якого мав одразу ж знезаразити рану. Звідси й містична назва ритуалу. Згодом скопці для оскоплення стали використовувати скальпелі та різне медичне обладнання, а розпечене залізо виключно для дезінфекції і зупинки кровотечі. На початку операції мошонку, вище яєчок, стягували мотузкою, а вже потім проводили кастрацію. Рана накривалась полотняною тканиною, зволоженою холодною водою або натертою свіжим салом. Іноді, для зупинки кровотечі, рана посипалась мідним купоросом. Рана загоювалась лише через чотири тижні, здебільшого шрамом у формі підкови. Таке оскоплення називалось "малою печаткою" або "першою печаткою".
У Курській губернії, де секта скопців мала сильні позиції, "накладання першої печатки" часто здійснювалось самостійно. Зафіксовано випадок, коли один з арештантів сам "видалив собі ядра" за наставлянням іншого арештанта-сектанта.
"Друга печатка" або "царська печатка" обряд, на який наважувались скопці, що пройшли обряд "вогняного хрещення". Полягав у видаленні статевого члена. Обряд здійснювався не раніше як через кілька місяців після "накладення першої печатки" — інакше існувала висока ймовірність летального завершення обряду. При цьому в отвір сечовипускного каналу вставлялась спеціальна олов'яна затичка або простий цвях — аби не допустити спайки уретри. 
"Третя печатка" — видалення сосків, а часом і «четверта» — вирізання на боці у скопця трикутника (нагадування про бік Христа, пробитий списом римського воїна). 
У Тамбовській губернії існували різні відгалуження від секти скопців, що практикували різні способи оскоплення (перев'язування статевого члена мотузкою тощо). 
Оскоплення практикувалось і серед жінок — видалення статевих губ, клітора, а нерідко і грудей. Однак, оскоплені жінки не втрачали дітородної функції. Низка етнографів стверджують, що були випадки, коли жінки, що залишали "корабель", одружувались і навіть народжували дітей.   
"Радіння" — моління, що відбувались напередодні великих православних свят (вночі). "Корабель" збирався у спеціальному приміщенні, де співали спеціальні пісні та читали вірші, вдягали білі ризи і ходили різними способами. На "радіннях" відбувався прийом до секти нових адептів. Існували і суто скопецькі свята. Наприклад, дати пов'язані з життям засновника секти Кіндрата Селіванова. Однією з таких дат було 15 вересня — день покарання Селіванова. Під час "радінь" скопці багато танцювали — до повного виснаження, що мало вгамувати пристрасті тіла.

## Історія

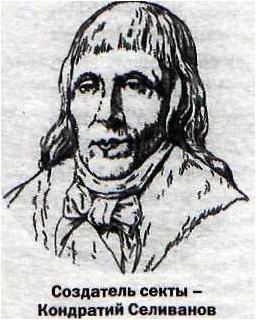
Засновник секти Кіндрат Селіванов, ХІХ ст.

Згідно з дослідженнями Федора Глінки, секта скопців існувала з «незапам'ятних часів», а в Росії особливо поширилася за часів Петра I. Як секта в релігієзнавчому розумінні оформилися в XVIII столітті, засновником вважається втікач-кріпак Кіндрат Селіванов, який залишив секту хлистів «Богородиці» Акулини Іванівни, розчарувавшись у своїх колишніх релігійних переконаннях. 
З початком царювання Миколи І царський уряд розпочав всебічний наступ на цю секту. 1834 року цей рух було віднесено до розряду «особливо небезпечних сект», потім спеціального для скопців було запроваджено новий термін: «секта, що пов’язана з лютими, бузувірськими та аморальними діями». Від 1885 р., скопці були віднесені до низки сект, «що пов’язані з лютим бузувірством та фанатичним замахом на життя своє та інших людей, з аморальними, огидними діями». У 1842 році за оскоплення інших і самооскоплення була призначена каторга; ця міра покарання залишалася чинною до розвалу Російської імперії. 

## Побут і традиції
В Росії скопці були відомі своїми надзвичайними багатствами та міцними, у тому числі корпоративними, зв’язками. Так відомо, що в Румунії (виключно у великих містах) скопці практично повністю монополізували візничий промисел. 
Зустріч із російськими скопцями у Румунії дуже здивувала відомого революціонера Лева Троцького, який згадував: «Досить великий відсоток громадської прислуги Бухареста (візники, кельнера, портьє, посильні) знає російську мову. Серед візників панівне становище займають російські скопці, з широкими стегнами, безбороді, з опухлими обличчями і підлітковими голосами. У них найкращі коні, найкращі екіпажі і найкращі сіряки з шовковими стрічками. Сіряки російські, плисові, справжні, яких мені не доводилося бачити вже кілька років... Останнім часом скопці продають своїх коней і переходять на автомобілі. Один із них скаржився мені, що військове міністерство забрало у них при реквізиції тисячних коней і заплатило їм лише по 500 франків… Скопці належать до числа найбільших цікавинок румунської столиці. Вони відзначені у неминучому «Путівнику по Близькому Сходу» Меєра, і їм присвячує сторінку Leo Claretti у своїх „Feuilles de route en Roumanie“ (“Дорожні записки в Румунії”)». 

## Еміграція скопців
З метою збереження секти її провідники скеровували свою паству закордон. Країною, яку скопці обрали для переховування, стала Румунія. Ця держава була обрана скопцями з кількох причин. По-перше, це була єдина на той час незалежна православна держава за межами Російської імперії. Це було вкрай важливо для скопців, адже вони завжди підкреслювали власну відданість православ’ю, ретельно дотримуючись усіх необхідних обрядів. По-друге, Румунія мала спільні кордони з Російською імперією, що значно спрощувало втечу і подальший зв’язок із одновірцями. По-третє, послідовники секти сподівалися скористатися прогалинами у місцевому законодавстві, певний час спекулюючи на власній релігійності та видаючи з себе безвинних жертв царського режиму. 
На початку ХІХ ст. скопці, рятуючись від переслідувань в Росії, просили у молдавського митрополита Веніаміна притулку та захисту. Вони одержали дозвіл на переселення за таких умов: нікого з місцевих мешканців не оскоплювати, відвідувати православний храм, сповідуватися та тричі на рік причащатися Святих Таїнств. У другій половині ХІХ ст, в результаті масової еміграції апологетів секти, спершу місто Ясси, а згодом і вся Румунія, поступово перетворилася на головний осередок скопецтва.  
Послідовники секти, як ревні віряни, певний час навіть користувалися повагою місцевих мешканців і православного кліру, а їхні ватажки – іконописці Леонтій і Семіон – запрошувалися для прикрашення місцевих храмів і монастирів. Проте на початку 1830 року у Яссах виник перший конфлікт — тамтешніх скопців звинуватили в кастрації трьох хлопчиків (двох молдаван і росіянина). Дійшло до сутичок і спроб самосуду над скопцями місцевими жителями. Однак скопцям вдалось врятуватися. В результаті цього конфлікту місцевий муніципалітет ухвалив рішення про засудження всіх скопців до смертної кари через розстріл. Сектанти разом покинули Яси та зникли у напрямку Валахії, Туреччини й Росії. Однак, невдовзі у Яссах відновив свою діяльність скопецький "човен", який у 1835 році вже нараховував 60 осіб і мав двох «пророків» – Василя Халімона та такого собі Почеряна. "Друге пришестя" скопців до Ясс вже не зустріло таких жорстких репресивних заходів. Деякі історики вважають, що причиною такого м'якого ставлення місцевої влади до сектантів є корупція. Скопці щедро обдаровували місцеву владу грошима та подарунками.    
Вже у 1870-х роках найбільші "човни" скопців знаходились не в Російській імперії, а саме в Яссах. Місцева громада сектантів поповнювалась здебільшого за рахунок новоприбулих скопців-емігрантів із Російської імперії, але були й новонавернені румуни та молдавани.
У 1830-х роках на румунських та молдовських землях під підозрою приналежності до секти перебувало лише 60 осіб. У 1860-х роках їх число збільшилось до 600. У 1917 - вже півтори тисячі послідовників.
Одним із важливих для секти населених пунктів було село Миколаївка на кордоні. Саме через це село відбувалась більшість контактів румунських скопців із скопцями Російської імперії. Пожвавленню комунікації ще більше сприяв договір, укладений 1856 року між Росією та Молдавським князівством, згідно з яким мешканцям прикордоння дозволялося вільно перетинати кордон й протягом тижня займатися на суміжній території польовими роботами. Для цього потрібен був лише паспорт, виданий волосним правлінням. 
На початку 1870-х років найбільші скопецькі «човни» на території Румунії знаходились в таких населених пунктах: 
м. Ясси — близько 100 скопців чоловічої статі й приблизно 150 жіночої. Всі вони мешкали у передмісті, що називалося Пекурарій, та займалися візницьким промислом та бджільництвом. 
м. Бухарест — 74 скопці чоловічої статі та 61 жіночої. 
м. Галац — 105 чоловіків, 51 жінка та 49 дітей обох статей. 
с. Миколаївка — 30 чоловіків, 10 жінок і 17 дітей обох статей. Миколаївські скопці особливо тісно спілкувалися з одновірцями на російських територіях та у Бухаресті. 
с. Новотроїцьке біля м. Кілії — 18 скопців (11 чоловіків та 7 жінок). 
с. Василівка — 6 чоловіків, 2 жінки та 8 дітей обох статей.

## Скопці в Україні
У 1830-1835 рр. перші громади скопців виникають і на українських землях. Після скандального випадку з оскопленими хлопчиками у Яссах частина скопців втекла до Ізмаїлу. Проте найбільш відомий ізмаїльський скопець Григорій Яковлєв приїхав саме з Росії. Він виконував у «човні» функції керманича-«пророка» та водночас майстра-скопителя, котрий проводив операції з кастрації. У 1859 році діяльність секти в Ізмаїлі було розкрито. Це сталось після смерті внаслідок невдалої хірургічної операції кількох неофітів. У ході слідства у домі Григорія Яковлєва було затримано 13 скопців, а також знайдено хірургічні інструменти, ліки й три зошити з текстами молитов і пісень «білих голубів». Однак і цього разу затриманим вдалось уникнути покарання завдяки заступництву єдиновірців з Румунії.
Через село Миколаївку, де посаду старшини волосного правління займав один із найбільш ревних прихильників скопецької секти Волошинов, пропаганда секти «білих голубів» у другій половині ХІХ ст. поширювалася з Румунії на території Бессарабської та Подільської губернії, а слідом за ними й Херсонщини, Таврії, Катеринославщини та Харківщини. Так, відомо про існування у 1870-х роках "човна" в м. Балта, який був викритий під час «радіння» румунського підданого Михайла Іванова, який виявився оскопленим, до того ж він мав при собі записи з текстами скопецьких пісень. Пастору балтських скопців Семену Булатовичу, разом із найближчим помічником Павлом Савицьким, вдалось зникнути з місця проживання та переправитися до Румунії. Таким чином, поліції вдалося захопити більше ніж півсотні сектантів, в той самий час як їхні ватажки змогли виїхати за межі Російської імперії. 